# Ніколас Ломбардо
Ніколас Ломбардо (ісп. Nicolás Lombardo, 13 березня 1903, Буенос-Айрес — ?) — аргентинський футболіст, що грав на позиції нападника. По завершенні кар'єри — футбольний тренер.
Виступав, зокрема, за клуби «Рома» та «Піза».

## Клубна кар'єра
Розпочав дорослу кар'єру в клубі «Рівер Плейт», де виступав до 1925 року. Далі грав у командах «Спортіво Палермо», «Алвеар», «Барракас Сентраль», «Онор і Патрія».
В 1930 році переїхав в Італію в клуб «Рома». В 1931 році команда стала срібним призером чемпіонату, поступившись у турнірній таблиці лише «Ювентусу». Клуб став найрезультативнішим у лізі, забивши 87 голів («Юіентус» забив 79). На рахунку Ломбардо 8 голів у 30-и матчах.
Того ж року «Рома» дебютувала в Кубку Мітропи. У чвертьфіналі команда перемогла за сумою двох матчів чехословацьку «Славію» (1:1, 2:1), а у півфіналі двічі програла австрійській «Вієнні» (2:3, 1:3).
В 1932 році став бронзовим призером чемпіонату Італії. Через серйозну травму коліна грав рідше, ніж у першому сезоні — лише 10 матчів. У сезоні 1932/33 на його рахунку лише 2 матчі. В 1933 році Ломбардо перейшов у «Пізу», де виступав три роки.
Того ж 1933 року президент «Роми» Сасердотті попросив Ломбардо бути посередником для переходу ряду гравців з Аргентини у римський клуб. За його участі в Рим переїхали Енріке Гвайта, Алехандро Скопеллі і Андрес Станьяро, які одразу стали ключовими гравцями клубу.

## Кар'єра тренера
Як футбольний тренер в 1939 році нетривалий час очолював чилійську команду «Коло-Коло».

## Статистика виступів

### Статистика виступів у Кубку Мітропи
| №                      | Розіграш               | Стадія                 | Дата та місце проведення | Команда 1              | Рахунок | Команда 2      | Голи та інші дії |
| ---------------------- | ---------------------- | ---------------------- | ------------------------ | ---------------------- | ------- | -------------- | ---------------- |
| 1                      | 1931                   | 1/4                    | 4.07.1936, Прага         | Славія (Прага)         | 1:1     | Рома           |                  |
| 2                      | 1931                   | 1/4                    | 12.07.1936, Рим          | Рома                   | 2:1     | Славія (Прага) |                  |
| 3                      | 1931                   | 1/2                    | 20.09.1931, Рим          | Рома (Рим)             | 2:3     | Ферст Вієнна   |                  |
| 4                      | 1931                   | 1/2                    | 24.09.1931, Відень       | Ферст Вієнна           | 3:1     | Рома (Рим)     |                  |
| Всього в Кубку Мітропи | Всього в Кубку Мітропи | Всього в Кубку Мітропи | Всього в Кубку Мітропи   | Всього в Кубку Мітропи | 4       |                | 0                |

## Титули і досягнення
- Срібний призер Чемпіон Італії (1):

«Рома»: 1930–1931
- Бронзовий призер Чемпіон Італії (1):

«Рома»: 1931–1932